# درزاب، جوزجان
درزاب (به انگلیسی: Darzāb) شهر و مرکز ولسوالی درزاب در جنوب غربی ولایت جوزجان و شمال  افغانستان می‌باشد. درزاب ۱٬۳۵۳ متر بالاتر از سطح دریا واقع شده‌است و مطابق احصائیه ١٣٩٩ جمهوری اسلامی افغانستان ٢٨٬٤٠٩ نفر جمعیت دارد.